# Ubådsbjærgningsfartøj
Et ubådsbjærgningsfartøj er en skibtype der er udrustet til at kunne foretage redningsoperationer på nødstedte undervandsbåde eller kunne foretage bjærgningsoperationer på dybt vand. Ubådsbjærgningsfartøjer er typisk militære skibe på grund af deres meget specifikke opgave. Metoderne hvorved man kan redde personer fra undervandsbåde omfatter blandt andet en avanceret dykkerklokke som kan sænkes ned og forbindes med undervandsbåden, redningsubåde (Deep-submergence rescue vehicle, DSRV) eller dybdedykning.

## Aktive ubådsbjærgningsfartøjer

### Brasiliens flåde
- Felinto Perry (K11)

### Folkets Befrielseshærs flåde
- Dajiang

### Marina Militare
- ITS Anteo (A5309)[1][2]

### Japan Maritime Self-Defense Force
- JS Chihaya (ASR-401)
- JS Fushimi (ASR-402)
- JS Chihaya (ASR-403)
- JS Chiyoda (AS-405)

### Skabelon:FlådeMalaysia
- MV Mega Bakti

### Republic of Singapore Navy
- MV Swift Rescue

### Sydkoreas flåde
- ROKS Cheonghaejin (ASR 21)

### Svenska marinen
- HSwMS Belos (A214)

### Türk Deniz Kuvvetleri
- TCG Alemdar (A-582)
- TCG Akin (A-585)